# Guns Akimbo
Guns Akimbo es una película de comedia y acción de 2019 escrita y dirigida por Jason Lei Howden. Es protagonizada por Daniel Radcliffe, Samara Weaving, Natasha Liu Bordizzo, Ned Dennehy, Grant Bowler, Edwin Wright y Rhys Darby. 
La película tuvo su estreno mundial en el Festival Internacional de Cine de Toronto el 9 de septiembre de 2019. Fue estrenada en Nueva Zelanda el 5 de marzo de 2020 por Madman Entertainment.

## Argumento
En un futuro cercano alternativo, un club de lucha clandestino y una organización criminal conocida como Skizm lograron una popularidad masiva al transmitir en vivo partidos a muerte reales entre criminales y psicópatas. El programador ordinario de computadoras Miles Lee Harris (Daniel Radcliffe), que se divierte con trolls en línea, inicia sesión en el foro de Skizm para insultar a los espectadores que convierten el asesinato en entretenimiento. Riktor (Ned Dennehy), el capo criminal y psicópata que dirige Skizm, irrumpe en el apartamento de Miles con sus secuaces Dane, Effie y Fuckface. Después de ser golpeado y drogado, Miles se despierta y encuentra armas ensangrentadas atornilladas en sus dos manos. Miles se entera de que se ha visto obligado a participar en Skizm y a enfrentarse a Nix, la asesina más letal y loca del juego; ella quiere abandonar el juego, pero Riktor requiere que mate a un último oponente, Miles.
Nix rastrea el teléfono de Miles; él intenta razonar con Nix pero ella tiene la intención de matarlo. Miles la distrae y ella dispara a su apartamento, mientras él cae por la escalera de incendios. Después de intentar sin éxito conseguir ayuda de la policía, Miles llega al parque para encontrarse con su exnovia artista Nova Alexander, quien le dice a Miles que no quiere volver a estar juntos. Cuando Miles revela lo que le está sucediendo, Nova no le entiende y huye asustada. Nova informa de la situación al detective Degraves. Degraves hace que su socio Stanton piratee el teléfono de Nova para que puedan rastrear a Miles. Miles recibe ayuda temporal de un vagabundo llamado Glenjamin. Miles luego va a la oficina donde trabaja para que su amigo Hadley pueda piratear el malware de rastreo de Skizm en su teléfono.
Miles finalmente se vuelve asertivo al sacar sus armas después de que su jefe continuamente condescendiente, Zander, lo insulte. Zander recibe un disparo en la cabeza de Nix, que comienza a disparar por la oficina. Miles escapa en un auto robado y Nix lo persigue en una motocicleta. Después de un enfrentamiento en el que nuevamente no logra razonar con Nix, Miles llama a Nova pero ve que Riktor la secuestra. Miles llama al 911 y deja su teléfono en un depósito de chatarra para llamar a la policía. Luego, sin darse cuenta, interrumpe un negocio de drogas entre dos bandas rivales. Nix aparece y comienza a disparar contra los matones mientras intenta llegar a Miles.
La policía llega y arresta a Miles. Mientras lo transportan, Degraves y Stanton explican su plan de usar a Miles como cebo para atraer a Nix, a quien han estado tratando de capturar durante años. Degraves revela que Nix es su hija. Nix se volvió criminalmente loca después de que Riktor se vengara de Degraves por derrotar a la banda de Riktor haciendo explotar la camioneta de su familia. Degraves logró salvar a Nix, pero su esposa e hijo murieron. Stanton revela que trabaja para Riktor cuando le dispara a Degraves en la cabeza. Stanton reproduce un mensaje de video en el que Riktor explica que Miles tiene treinta minutos para matar a Nix o, de lo contrario, matará a Nova. Miles recupera su teléfono del cuerpo de Degraves. Mientras coacciona a un cliente de un café de juegos para que piratee el teléfono de Nova para recuperar su ubicación, Miles se entera de que las comunidades de Skizm lo apodaron "Guns Akimbo", ya que se ha convertido en el jugador más popular de todos los tiempos. Miles llega a la supuesta ubicación de Nova para encontrar a Riktor esperando. Riktor se burla de Miles arrojando el cadáver de Hadley antes de alejarse.
Miles logra reunirse en secreto con Nix y le dice que Riktor asesinó a su padre y secuestró a su exnovia. En su rabia y deseo de venganza, Nix acepta un plan en el que organizan con éxito una escena para los drones con cámara de transmisión de Skizm. Ella aparentemente dispara a Miles, que en realidad lleva un chaleco antibalas que le quitó a Degraves. Los secuaces recuperan el cuerpo de Miles y lo transportan al escondite de Riktor en Skizm. Nix se une a Miles mientras derrotan a los secuaces de Riktor, incluidos Dane y Effie. Nix se sacrifica detonando un chaleco suicida que hace estallar a Fuckface y al resto de los hombres de Riktor, para que Miles pueda sobrevivir. Riktor ejecuta a Stanton mientras se dirige a la azotea con Nova.
En la azotea, Riktor sigue disparando a Miles, pero este último carga con determinación a Riktor y finalmente lo arroja del techo a su muerte, no antes de que Riktor le diga a Miles que Skizm se ha extendido por todo el mundo y se está convirtiendo en una franquicia global. Después de la muerte de Riktor, Miles comienza a colapsar debido a la pérdida masiva de sangre, mientras imagina una reunión romántica con Nova. Sin embargo, Nova se asusta y entra en estado de shock después de ver en qué se está convirtiendo Miles. 
Algún tiempo después, Miles tiene cicatrices por sus heridas y mientras está sentado en su auto, abre un archivo. Descubre un cómic escrito por Nova y se entera de que ella está promocionando a Miles como un héroe popular, escribiendo un cómic basado en su historia. Con Skizm extendiéndose por todo el mundo bajo nuevos liderazgos, Miles se compromete a hacer todo lo que esté en su poder para destruir a toda la organización criminal.

## Reparto
- Daniel Radcliffe como Miles.
- Samara Weaving como Nix.
- Natasha Liu Bordizzo como Nova.
- Ned Dennehy como Riktor.
- Grant Bowler como Degraves.
- Edwin Wright como Stanton.
- Rhys Darby como Glenjamin.
- Mark Rowley como Dane.
- Colin Moy como Clive.
- Hanako Footman como Ruby.
- Set Sjöstrand como Fuckface.
- Milo Cawthorne como Hadley.
- J. David Hinze como presentador de CNN.
- Jack Riddiford como Shadwell.

## Producción
El 12 de mayo de 2017, se anunció que Daniel Radcliffe protagonizaría Guns Akimbo, dirigida por el director neozelandés Jason Lei Howden, cuyos proyectos anteriores incluyen la película Deathgasm. Felipe Marino y Joe Neurauter también fueron anunciados como productores de la película, a través de Occupant Entertainment. El 8 de mayo de 2018, Natasha Liu Bordizzo se unió al elenco. La filmación se realizó en Auckland y Múnich.

## Estreno
La película tuvo su estreno mundial en el Festival Internacional de Cine de Toronto el 9 de septiembre de 2019. También se proyectó en el Fantastic Fest el 19 de septiembre de 2019. Poco después, Saban Films adquirió los derechos de distribución estadounidense de la película. La cinta fue estrenada en Estados Unidos el 28 de febrero de 2020 y en Nueva Zelanda el 5 de marzo de 2020.